# Cimetière ancien de Sanary-sur-Mer
Le cimetière ancien de Sanary-sur-Mer est l'un des deux cimetières communaux de la ville de Sanary-sur-Mer dans le Var, l'autre étant le cimetière de la Guicharde, ouvert au milieu du XXe siècle. Il est connu pour son riche patrimoine. On remarque des sépultures d'officiers de marine et d'administrateurs coloniaux.

## Histoire et description
Ce cimetière a ouvert en 1810, et une grande partie a été étendue en 1886 vers l'est formant un parallélépipède pour l'ensemble. Les allées arborées ombragent des sépultures et chapelles familiales dont beaucoup montrent une statuaire et des ornements intéressants du point de vue artistique ou historique. On peut distinguer la chapelle flanquée de statues de Marius Michel (dit Michel Pacha), né en 1819 et mort en 1907, qui obtint entre autres la concession des quais de Constantinople par le sultan Abdulhamid II en 1879. Il créa la fondation Amélie en mémoire de sa fille morte à 15 ans qu'il confia aux Filles de Saint-Vincent-de-Paul et fut maire de Sanary.

## Personnalités inhumées
- Paul Dubois (1899-1971), inventeur du masque de plongée « Squale »
- Marius Gabriel Fabre (1855-1928), peintre
- Georges Galli (1900-1982), acteur puis prêtre
- Franz Hessel (1880-1941), écrivain et père de Stéphane Hessel, dont l'histoire inspira le thème de Jules et Jim[5]
- Hélène Kisling-Flesch, sœur du peintre Moïse Kisling
- Marius Michel (1819-1907), homme d'affaires et maire de Sanary (tombeau)
- Jules-Matthieu Nény (1850-1920), contre-amiral
- Général-comte Étienne Hugues Rose (1812-1899), conquérant de la Kabylie
- Jules Jean-Louis (1916-1951), médecin-commandant du bataillon français de l'ONU en Corée du Sud